# La Cortinada
La Cortinada és un nucli de població del Principat d'Andorra situat a la parròquia d'Ordino. L'any 2017 tenia 838 habitants.
La Cortinada a tres quilometres al NW d'Ordino, forma un quart amb Arans (ambdós llocs són també documentats el 1176). A 1.335 m d'altitud, a la dreta del riu, la Cortinada tenia els anys 1970/80 del segle xx, només 60 habitants, agrupats en un nucli apartat de l'església. Entre aquestes velles cases destaca la da Cal Pal, amb un típic colomar d'estructura nova adossat als vells murs. El més notable del poble és la seva església de Sant Martí de la Cortinada, que abans es trobava un xic separada del poble i ara resta envoltada d'un barri nou.
Davant de l'església retrobem la mola i la serradora de Cal Pal, que són un clar exemple del passat actiu de la vall. Daten de finals del segle XVI i principis del segle xvii, i van deixar de funcionar als voltants dels anys seixanta.
A Casa Masover, del Vilar de La Cortinada hi ha un centre d'interpretació de la natura.

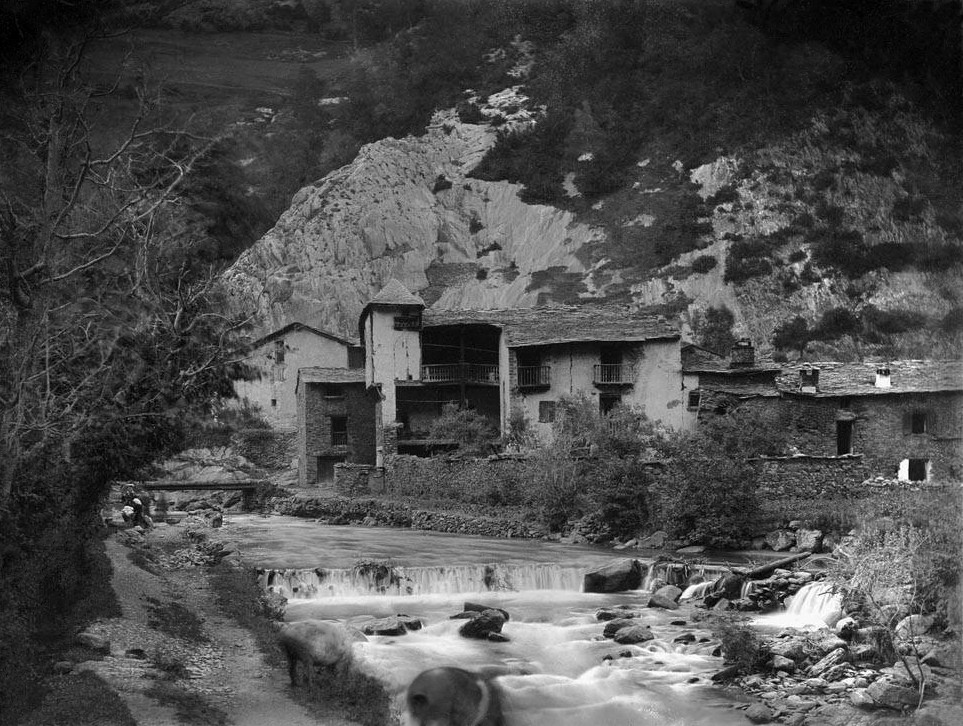
La Cortinada. 12 d'agost de 1890